# Max Nettlau
Max Heinrich Hermann Reinhardt Nettlau (Neuwaldegg, 30. travnja 1865. – Amsterdam, 23. srpnja 1944.),  njemačko-austrijski anarhist, povjesničar i biograf.
Od kraja 19. stoljeća i do 2. svjetskog rata sudjelovao je u anarhističkom pokretu i ulagao ogromne napore kako bi zbivanja u njemu i oko njega ostala dokumentirana za buduće generacije. Iako je bio njemački (pruski) državljanin, većinu života proveo je između Beča, gdje je odrastao, i Londona gdje je studirao filologiju i keltski velški jezik. Nakon uspona nacista i "Anschlussa" preselio se u Amsterdam; tamo je živio do svoje smrti 1944. Za vrijeme studija u Londonu upoznaje Errica Malatestu te Pjotra Kropotkina, s kojima ostaje u kontaktu cijeli život. Pomogao je i pri ustanavljanju Freedom Press-a, londonske anarhističke naklade koja djeluje i danas.

## Djelo
Krajem 19. stoljeća spisima i korespondenciji mnogih socijalističkih i anarhističkih militanata prijetilo je uništenje što ga je navelo da je očevo naslijeđe uložio u skupljanje i arhiviranje tog gradiva. Osim toga, načinio je više intervjua s protagonistima libertarnog i socijalističkog pokreta te napisao biografije poznatih ličnosti, među kojima Mihaila Bakunjina, Éliséea Reclusa i Errica Malateste. Pisao je također i povijesne rasprave, opise i preglede o tematici. 
1935. prodao je svoju opširnu kolekciju tekstova (razni dokumenti, arhivi, pisma, knjige, časopisi itd.) Međunarodnom institutu za socijalnu povijest (IISH) u Amsterdamu. Od 1938. tamo se zapošljava i pomaže pri katalogizaciji toga gradiva.
Nacisti ga nikada nisu maltretirali: ili nisu znali gdje živi  ili im se zbog svoje starosti nije činio važan. Umro je 1944. od raka.

### Značajnija djela
- Michael Bakunin. Eine Biographie, 3 sveska, London, 1896. – 1900.
- Errico Malatesta - Das Leben eines Anarchisten, Berlin, 1922.
- Anarchism in England, Berlin, 1924.
- Der Vorfrühling der Anarchie, Berlin, 1925.
- Der Anarchismus von Proudhon zu Kropotkin; Seine historische Entwicklung bis zum 1880, Berlin, 1927.
- Élisée Reclus - Anarchist und Gelehrter, Berlin, 1928.
- Anarchisten und Sozialrevolutionäre der Jahre 1880-1886, Berlin, 1931.
- Esbozo de historia de las utopías, Buenos Aires, 1934.

## Vanjske poveznice
- Freedom Press  Arhivirana inačica izvorne stranice od 7. veljače 2007. (Wayback Machine)